# John Hurt
John Vincent Hurt, född 22 januari 1940 i Chesterfield i Derbyshire, död 25 januari 2017 i Cromer i Norfolk, var en brittisk skådespelare. 
Bland hans filmer märks En man för alla tider (1966), Stryparen på Rillington Place (1971), Midnight Express (1978), Alien (1979), Elefantmannen (1980), 1984 (1984), Rob Roy (1995), Harry Potter och De vises sten (2001), V för Vendetta (2005), Indiana Jones och kristalldödskallens rike (2008) och Tinker, Tailor, Soldier, Spy (2011). Hurts TV-roller inkluderar Caligula i Jag, Claudius (1976), sagoberättaren i Sagor för stora barn (1988) och doktorn i Doctor Who (2013). Han har även gjort flera röstroller, däribland i Merlin.

## Biografi
John Hurt har bland annat spelat rollen som kejsar Caligula i Jag, Claudius, huvudrollen som John Merrick i Elefantmannen, huvudrollen som Winston Smith i filmen 1984 och Mr Ollivander i tre av Harry Potter-filmerna. Hans röst användes som drakens i den brittiska TV-serien Merlin (2008–2012). Han Oscarnominerades för sina insatser i filmerna Midnight Express (1978) och Elefantmannen (1980). Han vann BAFTA Awards för båda filmerna och tilldelades en Golden Globe Award för den förstnämnda.
En av John Hurts mer kända prestation är hans rollfigurs död i rymdrysaren Alien (1979). Den anses vara en av filmhistoriens mest omtalade scener.

### Privatliv
Hurt var gift fyra gånger. I andra äktenskapet med Joan Dalton fick han två söner födda 1990 respektive 1993. År 1967 inledde Hurt ett förhållande med den franska fotomodellen Marie-Lise Volpeliere-Pierrot som varade fram till 1983, då hon avled i en ridolycka. Från 2005 var han gift med Anwen Rees Meyers.
År 2015 diagnostiserades John Hurt med cancer i bukspottskörteln. Han avled 2017, 77 år gammal.

## Filmografi

### Filmer
| År   | Titel                                           | Roll                                                   | Noter |
| ---- | ----------------------------------------------- | ------------------------------------------------------ | --- |
| 1962 | Ung och vild                                    | Phil                                                   | |
| 1964 | This Is My Street                               | Charlie                                                | |
| 1966 | En man för alla tider                           | Richard Rich                                           | |
| 1967 | Sjömannen från Gibraltar                        | John                                                   | |
| 1969 | In Search of Gregory                            | Daniel                                                 | |
| 1969 | Kanaljen i galgen                               | Davey Haggart                                          | |
| 1969 | Flyktingläger 4B                                | Lieutenant Pilkington                                  | |
| 1971 | Mr. Forbush and the Penguins                    | Richard Forbush                                        | |
| 1971 | Stryparen på Rillington Place                   | Timothy John Evans                                     | Nominerad – BAFTA Award for Best Actor in a Supporting Role |
| 1972 | Råttfångaren från Hameln                        | Franz                                                  | |
| 1974 | Little Malcolm                                  | Malcolm Scrawdyke                                      | |
| 1975 | The Ghoul                                       | Tom Rawlings                                           | |
| 1975 | La Linea del fiume                              | Chandler                                               | |
| 1977 | East of Elephant Rock                           | Nash                                                   | |
| 1977 | Three Dangerous Ladies                          | Lt. Simmonds                                           | |
| 1977 | The Disappearance                               | Atkinson                                               | |
| 1978 | Den långa flykten                               | Hazel                                                  | Röstroll |
| 1978 | Skriket                                         | Anthony Fielding                                       | |
| 1978 | Midnight Express                                | Max                                                    | Golden Globe Award for Best Supporting Actor – Motion Picture BAFTA Award for Best Actor in a Supporting Role Nominerad – Oscar för bästa manliga biroll |
| 1978 | Sagan om ringen                                 | Aragorn                                                | Röstroll |
| 1979 | Alien                                           | Kane                                                   | DVDX Award for Best Audio Commentary (New for DVD) (nypublicering år 2003 i Alien Quadrilogy, delad med Ridley Scott, Ronald Shusett, Terry Rawlings, Sigourney Weaver, Tom Skerritt, Veronica Cartwright och Harry Dean Stanton) Nominerad – BAFTA Award for Best Actor in a Supporting Role |
| 1980 | Elefantmannen                                   | John Merrick                                           | BAFTA Award for Best Actor in a Leading Role Nominerad – Oscar för bästa manliga huvudroll Nominerad – Golden Globe Award för bästa manliga huvudroll - drama |
| 1980 | Heaven's Gate                                   | Billy Irvine                                           | |
| 1981 | Flykt i natten                                  | Peter Strelzyk                                         | |
| 1981 | Det våras för världshistorien del 1             | Jesus Kristus                                          | |
| 1982 | Partners                                        | Kerwin                                                 | |
| 1982 | Flykten mot frihet                              | Snitter                                                | Röstroll |
| 1983 | The Osterman Weekend                            | Lawrence Fassett                                       | |
| 1984 | Champions                                       | Bob Champion                                           | Evening Standard British Film Awards for Best Actor |
| 1984 | Success Is the Best Revenge                     | Dino Montecurva                                        | |
| 1984 | The Hit                                         | Braddock                                               | Evening Standard British Film Awards for Best Actor Mystfest for Best Actor (tillsammans med: Terence Stamp och Tim Roth) |
| 1984 | 1984                                            | Winston Smith                                          | Evening Standard British Film Awards for Best Actor Fantasporto for Best Actor (delad med Eddy Mitchell for Frankenstein 90) Valladolid International Film Festival for Best Actor (delad med Richard Burton)                                                                                 |
| 1985 | After Darkness                                  | Peter Hunningford                                      | Entered into the 35th Berlin International Film Festival |
| 1985 | Taran och den magiska kitteln                   | Den hornkrönte                                         | Röstroll |
| 1986 | Jake Speed                                      | Sid                                                    | |
| 1987 | The Hunting of the Snark                        | Berättaren                                             | Röstroll |
| 1987 | Rocinante                                       | Bill                                                   | |
| 1987 | From the Hip                                    | Douglas Benoit                                         | |
| 1987 | Det våras för rymden                            | Kane                                                   | Cameoroll |
| 1987 | Aria                                            | The Actor                                              | Segment "I pagliacci" |
| 1987 | Vincent                                         | Berättaren (Vincent van Gogh's letters to his brother) | Röstroll |
| 1987 | White Mischief                                  | Gilbert Colvile                                        | |
| 1988 | La nuit Bengali                                 | Lucien Metz                                            | |
| 1989 | Scandal                                         | Stephen Ward                                           | |
| 1989 | Little Sweetheart                               | Robert Burger                                          | |
| 1990 | Romeo-Juliet                                    | La Dame aux Chats Mercutio                             | |
| 1990 | Windprints                                      | Charles Rutherford                                     | |
| 1990 | Det gröna fältet                                | Bird O'Donnell                                         | Nominerad – BAFTA Award for Best Actor in a Supporting Role |
| 1990 | Möte med Frankenstein                           | Dr. Joe Buchanan Berättaren                            | |
| 1991 | I Dreamt I Woke Up                              | John Boormans Alter Ego                                | |
| 1991 | Kung Ralph                                      | Lord Percival Graves                                   | |
| 1992 | Lapse of Memory                                 | Conrad Farmer                                          | |
| 1993 | Kölcsönkapott idő                               | Sean                                                   | |
| 1993 | L'oeil qui ment                                 | Anthony / Le Marquis                                   | |
| 1993 | Monolith                                        | Villano                                                | |
| 1993 | Even Cowgirls Get the Blues                     | The Countess                                           | |
| 1994 | Rabbit Ears: Aladdin and the Magic Lamp         | Storyteller                                            | Direkt till video |
| 1994 | Tummelisa                                       | Herr Mullvad                                           | Röstroll |
| 1994 | Second Best                                     | Uncle Turpin                                           | |
| 1995 | Two Nudes Bathing                               | Marquis de Prey                                        | |
| 1995 | Saigon Baby                                     | Jack Lee                                               | |
| 1995 | Rob Roy                                         | James Graham, 1:e hertig av Montrose                   | |
| 1995 | Dead Man                                        | John Scholfield                                        | |
| 1995 | Wild Bill                                       | Charley Prince                                         | |
| 1997 | Tender Loving Care                              | Dr. Turner                                             | Interaktiv CD-ROM-film |
| 1997 | Love and Death on Long Island                   | Giles De'Ath                                           | FIPRESCI Prize – Special Mention of Chicago International Film Festival (shared with: Richard Kwietniowski) Nominerad – British Independent Film Awards for Best Performance by a British Actor in an Independent Film                                                                        |
| 1997 | Kontakt                                         | S.R. Hadden                                            | |
| 1997 | Bandyta                                         | Babits                                                 | |
| 1998 | Kommissionären                                  | James Morton                                           | Entered into the 48th Berlin International Film Festival |
| 1998 | Night Train                                     | Michael Poole                                          | Verona Love Screens Film Festival for Best Actor |
| 1998 | All the Little Animals                          | Mr. Summers                                            | |
| 1999 | The Climb                                       | Chuck Langer                                           | |
| 1999 | New Blood                                       | Alan White                                             | |
| 1999 | Le château des singes                           | Sebastian                                              | Engelsk dubbning |
| 1999 | If... Dog... Rabbit...                          | Sean Cooper                                            | |
| 1999 | You're Dead...                                  | Maitland                                               | |
| 2000 | Tigers film                                     | Berättaren                                             | Röstroll |
| 2000 | Lost Souls                                      | Fader Lareaux                                          | |
| 2001 | Tabloid                                         | Vince                                                  | |
| 2001 | Kapten Corellis mandolin                        | Dr. Iannis                                             | |
| 2001 | Harry Potter och De vises sten                  | Mr. Ollivander                                         | |
| 2002 | Miranda                                         | Christian                                              | |
| 2002 | Crime and Punishment                            | Porfiry                                                | |
| 2003 | Owning Mahowny                                  | Victor Foss                                            | |
| 2003 | Meeting Che Guevara & the Man from Maybury Hill | Man from Maybury Hill                                  | |
| 2003 | Dogville                                        | Berättaren                                             | Röstroll |
| 2004 | Hellboy                                         | Professor Trevor "Broom" Bruttenholm                   | |
| 2004 | Pride                                           | Harry                                                  | Röstroll |
| 2005 | Short Order                                     | Felix                                                  | |
| 2005 | Valiant och de fjäderlätta hjältarna            | Felix                                                  | Röstroll |
| 2005 | The Proposition                                 | Jellon Lamb                                            | Nominerad – Australian Film Institute Award for Best Actor in a Supporting Role |
| 2005 | Shooting Dogs                                   | Christopher                                            | |
| 2005 | Manderlay                                       | Berättaren                                             | Röstroll |
| 2005 | Skeleton Key                                    | Ben Devereaux                                          | |
| 2006 | V for Vendetta                                  | Adam Sutler                                            | |
| 2006 | Parfymen: Berättelsen om en mördare             | Berättaren                                             | Röstroll |
| 2007 | Boxes                                           | Le père de Fanny                                       | |
| 2008 | Outlander                                       | Hrothgar                                               | |
| 2008 | The Oxford Murders                              | Arthur Seldom                                          | |
| 2008 | Indiana Jones och kristalldödskallens rike      | Dr. Harold Oxley                                       | |
| 2008 | Hellboy II: The Golden Army                     | Professor Trevor 'Broom' Bruttenholm                   | Cameoroll |
| 2008 | Lezione 21                                      | Mondrian Kilroy                                        | |
| 2009 | The Limits of Control                           | Guitar                                                 | |
| 2009 | New York, I Love You                            | Waiter                                                 | |
| 2009 | 44 Inch Chest                                   | Old Man Peanut                                         | Nominerad – London Film Critics' Circle for Best British Supporting Actor |
| 2010 | Lou                                             | Doyle                                                  | |
| 2010 | Ultramarines: The Movie                         | Carnak                                                 | Röstroll |
| 2010 | Brighton Rock                                   | Phil Corkery                                           | |
| 2010 | Harry Potter och dödsrelikerna: Del 1           | Mr. Ollivander                                         | |
| 2011 | Harry Potter och dödsrelikerna: Del 2           | Mr. Ollivander                                         | |
| 2011 | In Love with Alma Cogan                         | Master of Ceremonies                                   | |
| 2011 | Melancholia                                     | Dexter                                                 | |
| 2011 | Tinker, Tailor, Soldier, Spy                    | Control                                                | Nominerad — Denver Film Critics Society Award for Best Cast Nominerad — International Cinephile Society Award for Best Cast (runner-up) |
| 2011 | Immortals                                       | Zeus                                                   | |
| 2012 | Jayne Mansfield's Car                           | Kingsley Bedford                                       | |
| 2013 | Charlie Countryman                              | Berättaren                                             | Röstroll |
| 2013 | Only Lovers Left Alive                          | Marlowe                                                | |
| 2013 | Snowpiercer                                     | Gilliam                                                | |
| 2013 | More Than Honey                                 | Berättaren                                             | Röstroll; dokumentär |
| 2013 | Benjamin Britten – Peace and Conflict           | Berättaren                                             | |
| 2014 | Hercules: The Thracian Wars                     | Cotys                                                  | |
| 2017 | That Good Night                                 | Ralph                                                  | |

### TV-serier

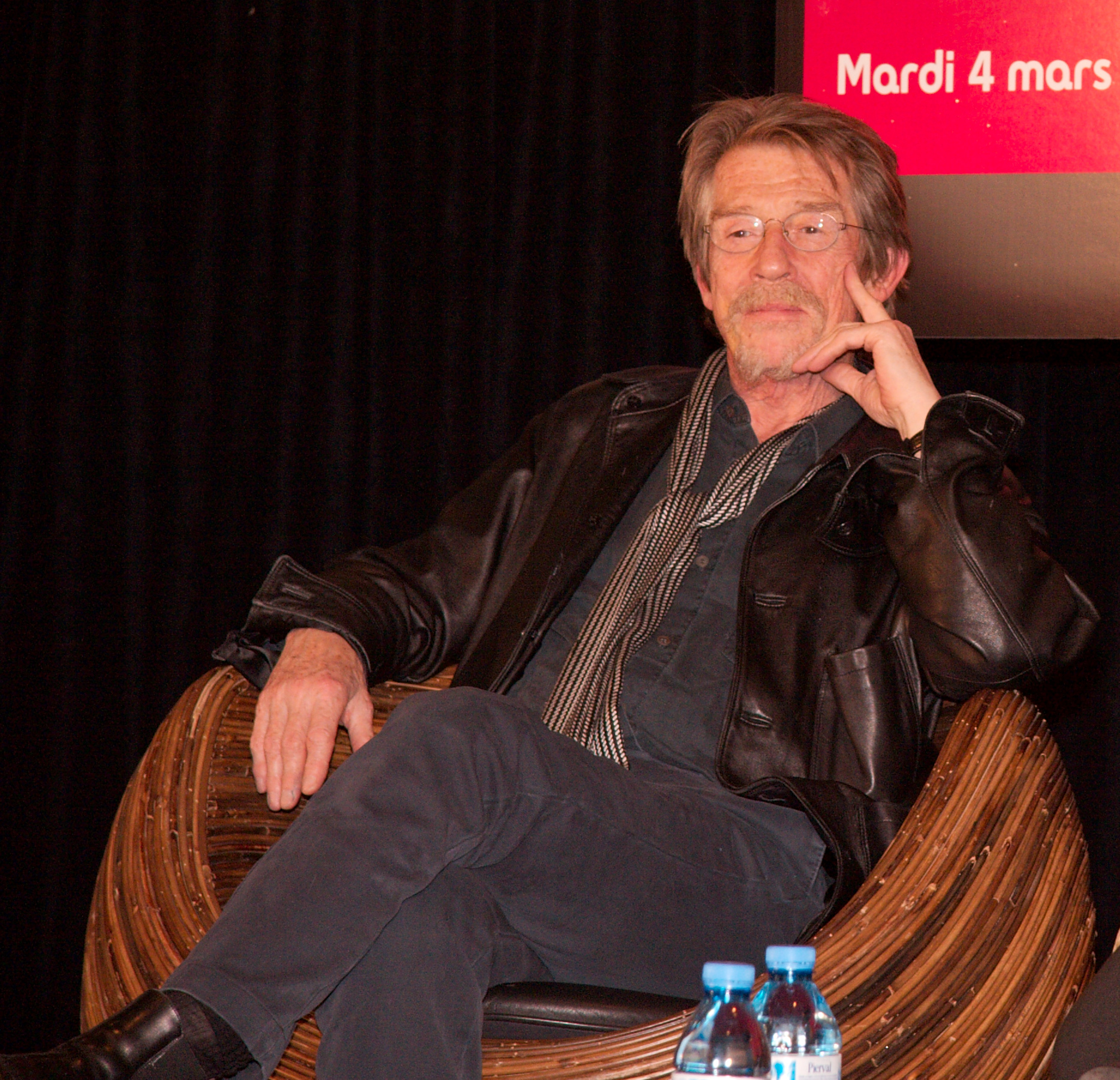
John Hurt 2008.

| År        | Titel                                         | Roll                                 | Noter |
| --------- | --------------------------------------------- | ------------------------------------ | --- |
| 1961      | Drama 61–67                                   | Private Briggs                       | Avsnitt 1.16: "Drama '61: Local Incident"                                                                            |
| 1962      | Z-Cars                                        | James Hogan                          | Avsnitt 1.29: "Assault"                                                                                              |
| 1963      | First Night                                   | Garry                                | Avsnitt 1.12: "Menace"                                                                                               |
| 1964      | Armchair Theatre                              | Unknown                              | Avsnitt 4.102: "A Jug of Bread"                                                                                      |
| 1964      | Thursday Theatre                              | Orpheus                              | Avsnitt 1.11: "Point of Departure"                                                                                   |
| 1964–1965 | ITV Play of the Week                          | olika karaktärer                     | Deltog i tre avsnitt                                                                                                 |
| 1965      | Gideon's Way                                  | Freddy Tinsdale                      | Avsnitt 1.14: "The Tin God"                                                                                          |
| 1973      | Wessex Tales                                  | Joshua Harlborough                   | Avsnitt 1.3: "A Tragedy of Two Ambitions"                                                                            |
| 1974      | The Playboy of the Western World              | Christopher "Christy" Mahon          | TV-film |
| 1975      | The Naked Civil Servant                       | Quentin Crisp                        | TV-film British Academy Television Award for Best Actor; #4 in BFI TV 100                                            |
| 1976      | Shades of Greene                              | Fred                                 | Avsnitt 2.6: "A Drive in the Country"                                                                                |
| 1976      | Play for Today                                | Alec Cassell                         | Avsnitt 6.22: "The Peddler"                                                                                          |
| 1976      | The Sweeney                                   | Tony Grey                            | Avsnitt 3.4: "Tomorrow Man"                                                                                          |
| 1976      | Jag, Claudius                                 | Caligula                             | TV-miniserie |
| 1977      | Spectre                                       | Mitri Cyon                           | TV-film |
| 1979      | Crime and Punishment                          | Rodion Romanovitj Raskolnikov        | TV-miniserie |
| 1983      | King Lear                                     | The Fool                             | TV-film |
| 1988      | Deadline                                      | Granville Jones                      | TV-film |
| 1988      | Sagor för stora barn                          | The Storyteller                      | |
| 1990      | The Investigation: Inside a Terrorist Bombing | Chris Mullin                         | TV-film |
| 1991      | Journey to Knock                              | Alfred                               | TV-film |
| 1991      | Red Fox                                       | Archie Carpenter                     | TV-miniserie |
| 1992      | Six Characters in Search of an Author         | The Father                           | TV-film |
| 1993      | Great Moments in Aviation                     | Rex Goodyear                         | TV-film |
| 1995      | Prisoners in Time                             | Eric Lomax                           | TV-film |
| 1999–2000 | Den långa flykten                             | General Woundwort                    | Flera avsnitt; röstroll                                                                                              |
| 2001      | Beckett on Film – Krapp's Last Tape           | Krapp                                | TV-film |
| 2002      | Bait                                          | Jack Blake                           | TV-film |
| 2004      | The Alan Clark Diaries                        | Alan Clark                           | TV serial |
| 2004      | Pride                                         | Harry                                | TV-film; röstroll |
| 2005      | Hiroshima                                     | Berättaren                           | Röstroll |
| 2007      | Hellboy: Blood and Iron                       | Professor Trevor 'Broom' Bruttenholm | TV-film; röstroll |
| 2007      | Masters of Science Fiction                    | Samswope                             | Avsnitt 1.4: "The Discarded"                                                                                         |
| 2008      | Recount                                       | Warren Christopher                   | TV-film |
| 2008–2012 | Merlin (Säsong 1-5)                           | Kilgharrah den stora draken          | Röstroll |
| 2009      | Gruffalon                                     | The Owl                              | TV-film, Röstroll |
| 2009      | An Englishman in New York                     | Quentin Crisp                        | TV-film Berlin International Film Festival – Teddy Award Nominerad – British Academy Television Award for Best Actor |
| 2010      | Whistle and I'll Come to You                  | James Parkin                         | TV-film |
| 2010      | Human Planet                                  | Berättaren                           | Dokumentär |
| 2011      | Harry's Arctic Heroes                         | Berättaren                           | Dokumentär |
| 2011      | Dinosauriernas planet                         | Berättaren                           | Dokumentär |
| 2011      | The Gruffalo's Child                          | The Owl                              | TV-film, röstroll |
| 2012      | Labyrinten                                    | Audric Baillard                      | TV-miniserie |
| 2012      | The Hollow Crown                              | The Chorus                           | TV-film |
| 2012      | Playhouse Presents                            | The Ministry                         | Röstroll; ett avsnitt                                                                                                |
| 2013      | Doctor Who                                    | The Doctor                           | Avsnitt "The Name of the Doctor", "The Night of the Doctor" och "The Day of the Doctor"                              |
| 2014      | The Strain                                    | Professor Abraham Setrakian          | Endast i pilotavsnittet; i serien ersätts han av David Bradley.                                                      |
| 2015      | The Last Panthers                             | Tom                                  | Sex avsnitt |

### Datorspel
- Privateer 2: The Darkening (1996) – Joe the Bartender
- Tender Loving Care (1998) – Dr. Turner

## Utmärkelser
- Knight Bachelor (2015) vilket berättigar till sir.
- Kommendör av Storbritanniska Empire-orden (2004)